# Aramengo
Aramengo (piemontiul: Aramengh) település Olaszországban, Piemont régióban, Asti megyében. Lakosainak száma 575 fő (2023. január 1.). Aramengo Berzano di San Pietro, Casalborgone, Passerano Marmorito, Albugnano, Cocconato és Moransengo-Tonengo községekkel határos.

## Népesség
A település népessége az elmúlt években az alábbi módon változott:
| Lakosok száma | 584  | 592  | 575  |
|               | 2017 | 2018 | 2023 |